# Кумарен Најду
Кумарен Најду (енгл. Kumaren Naidu; 28. август 1997) замбијски је пливач чија ужа специјалност су трке прсним стилом. 

## Спортска каријера
Најду је на међународној сцени дебитовао у августу 2015. наступајући на јуниорским светском првенству у Сингапуру. Месев дана касније наступио је и на јуниорским Играма комонвелта у Апији (Самоа).
Дебитантски наступ на великим сениорским такмичењима је имао на светском првенству у корејском Квангџуу 2019. где је пливао у две дисциплине. У квалификацијама трке на 100 прсно заузео је укупно 83. место, док је у трци на 50 прсно дисквалификован. 
Био је члан замбијског тима на Афричким играма у Рабату 2019. где му је најбољи резултат било 16. место у квалификацијама трке на 100 прсно. 